# Punisher
Frank Castle, conocido como El Castigador (en inglés: The Punisher), es un personaje ficticio, un antihéroe que aparece en los cómics estadounidenses publicados por Marvel Comics. El personaje fue creado por el escritor Gerry Conway y los artistas John Romita Sr. y Ross Andru, con el editor Stan Lee dando luz verde al nombre. The Punisher hizo su primera aparición en The Amazing Spider-Man # 129 (febrero de 1974), originalmente representado como un asesino y adversario del superhéroe Spider-Man.
El personaje es un vigilante italiano-estadounidense que emplea asesinato, secuestro, extorsión, coerción, amenazas de violencia y tortura en su campaña contra el crimen. Impulsado por la muerte de su esposa y dos hijos que fueron asesinados por la mafia por presenciar un asesinato en el Central Park de la ciudad de Nueva York, Punisher libra una guerra de un solo hombre contra el crimen mientras emplea el uso de varias armas y armas de fuego. Los asesinos de su familia fueron los primeros en ser asesinados. Veterano de guerra y Sniper Scout del Cuerpo de Marines de los Estados Unidos, Castle es experto en combate cuerpo a cuerpo, guerra de guerrillas y puntería.
La naturaleza brutal del Punisher para matar lo hizo un gran personaje en los cómics estadounidenses de 1974. A finales de los 80, se vendían varias series mensuales como El Castigador: Diario de guerra, El Castigador: Zona de guerra y El arsenal del Castigador. Apareció en varios episodios de la serie televisiva de Spider-Man (1994) y The Super Hero Squad Show (2009). También cuenta con tres películas: The Punisher (1989) con Dolph Lundgren como protagonista, The Punisher (2004) con Thomas Jane y Punisher: War Zone (2008) con Ray Stevenson.
Jon Bernthal interpreta al personaje en las series del Universo Cinematográfico de Marvel, apareciendo en la segunda temporada de Daredevil (2016), la serie derivada The Punisher (2017-2019) y lo ha vuelto a interpretar en la primera temporada de Daredevil: Born Again (2025).

## Inspiración
El Castigador es muy similar a Mack Bolan, también conocido como el Ejecutor, un personaje creado en 1969 por el escritor Don Pendleton para una serie de historias tituladas Guerra contra la mafia. Pero hay varias diferencias visibles entre Bolan y Castle: Bolan no tenía una esposa e hijos, ni su familia fue asesinada directamente por criminales. En su lugar, la hermana de Bolan ejercía la prostitución, inducida por un jefe de la mafia, y el padre de Bolan, acosado por deudas de juego, había matado a su propia esposa, a su hijo (hermano de Bolan) y casi a su hermana, antes de suicidarse utilizando la misma arma. El personaje de Pendleton también tenía relaciones más numerosas y más íntimas con las mujeres que las que Punisher ha tenido, a menudo acostándose con varias en el espacio de una historia. En cambio, Castle no ha tenido casi ningún asunto romántico desde la muerte de su esposa. Además, Frank confía más en el combate cuerpo a cuerpo que Bolan.

## Introducción
Punisher fue creado por Gerry Conway y Ross Andru, que eran entonces el escritor y el dibujante regular, respectivamente, en la colección The Amazing Spider-Man, con la colaboración del director artístico de Marvel John Romita Sr. que trabajaba en el diseño formal. Conway afirma que también ayudó en el diseño del característico traje del personaje: «En los años 70, como guionista de cómics para DC y Marvel, tenía como costumbre realizar bocetos de mis propias ideas para los trajes de nuevos personajes (héroes y delincuentes) que ofrecía a los dibujantes como referencia de la imagen que tenía en mente. Había hecho eso con Punisher en Marvel». [cita requerida]
Conway había dibujado un personaje con una pequeña calavera en un pecho. John Romita Sr. (que era entonces director artístico de Marvel) aumentó enormemente el tamaño de la misma, de modo que ocupaba la mayor parte del pecho, y le añadió en la cintura una canana que formaba los dientes de la calavera.
Punisher era en su primera aparición un antagonista de Spider-Man debido al engaño urdido por el supervillano Chacal, quién lo manipuló para que creyera que Spider-Man fuese un criminal. El personaje ganó inmediatamente popularidad e hizo varias apariciones más en otros títulos de Spider-Man y series de la década de 1970.

## Historia
Frank Castle es un ex marine que tenía una vida ordinaria con su mujer e hijos. Él, su esposa y sus hijos fueron de paseo al Central Park, donde fueron testigos de un golpe de la mafia, por lo tanto los cuatro fueron abatidos por la mafia y él fue el único sobreviviente. Escapó milagrosamente con vida y juró castigar a los responsables. Desde ese momento, Frank Castle se decidió a iniciar una guerra abierta contra el crimen, utilizando para ello métodos que no siempre se encuentran dentro de la ley.
Castle desapareció durante varios meses, siendo insumiso en los Marines. Durante el tiempo que estuvo desaparecido, acumuló recursos y armas. Cuando resurgió, había adaptado sus habilidades de lucha para realizar una guerra de un solo hombre contra el crimen. Una guerra donde no se haría prisioneros. Castle, como primera misión, asesinó a los criminales que habían matado a su mujer e hijos.
Frank ha coincidido en varias ocasiones con otros héroes disfrazados de Nueva York, como Spider-Man y Daredevil, a quienes considera una mezcla de desorden y molestias. Según su forma de verlo, él es el único que marca la diferencia, erradicando de manera definitiva el crimen. Cree que los demás simplemente ponen vendajes en las heridas. Aunque Frank Castle ha cooperado en alguna ocasión con ellos, Spider-Man y Daredevil son polos opuestos en sus respectivas formas de ver el crimen y el castigo, y con frecuencia luchó contra ambos en varias ocasiones que se encuentran. De alguna forma, Castle disfruta su enemistad con Spider-Man y Daredevil, a quienes considera la representación del sistema legal de la nación, que siempre interfieren en sus planes de asesinar a los criminales. Algunos policías no lo detienen al verlo, ya que prefieren ocuparse de los verdaderos criminales antes de encarcelar, según algunos, a quien limpia la ciudad.
Aun así, Punisher ha sido encarcelado muchas veces por sus crímenes, pero siempre encuentra alguna forma de escapar, ya sea por sus propios medios o con ayuda de guardias que simpatizan con su forma de actuar. Incluso en prisión, Castle ha continuado asesinando criminales.
A través de los años, otras personas con sentimientos parecidos o que han perdido a alguien querido en circunstancias comparables han colaborado con Punisher. Los oficiales de policía y fiscales, frustrados con las limitaciones del sistema legal, han ayudado a Punisher proporcionándole información sobre criminales o cerrando los ojos ante sus acciones. Él prefiere mantener estas interacciones al mínimo, llegando incluso a asesinar a varios de esos justicieros imitadores. Su misión y su filosofía son simples, por eso está solo. Punisher no busca seguidores o compañeros.
Al haber expandido, desde hace tiempo, su misión de una venganza personal a la exterminación de todos los criminales, Castle comprende perfectamente que su cruzada nunca acabará hasta el día que muera. Es tan disciplinado ahora como cuando era Marine: recopila información, establece objetivos y planifica sus operaciones hasta el menor detalle. Es virtualmente imposible sorprender a Castle con la guardia baja.
Aunque las autoridades y las grandes familias mafiosas de Nueva York conocen su existencia, el Castigador continúa rodeado de la mística de una leyenda urbana. Para muchos criminales él es la pesadilla definitiva, obsesionado en su afán de acabar con el crimen y completamente imparable.

### Primeras series
En 1980, dibujado por Mike Zeck y escrito por Steven Grant se propuso crear las series de Punisher. Al principio la compañía no estaba de acuerdo con un protagonista que mataba a sangre fría. Sin embargo, como el crimen aumentó a escala nacional a lo largo de la década, Marvel se decidió a probar el mercado con dicho personaje y promovió una miniserie cuyo estreno (en enero de 1986) tenía escrito sobre la cubierta que era el primero de cuatro miniseries. Después de esta primera edición, Marvel amplió la miniserie a cinco números y comenzó la promoción activa. Una serie en curso, también titulada Punisher. Al principio escrita por Mike Baron y el artista Klaus Janson, finalmente tuvo 104 ediciones (de julio de 1987 a julio de 1995) y creó dos series adicionales sobre Punisher: Punisher: diario de guerra (vol. 1) (80 ediciones, desde noviembre de 1988 a julio de 1995) y Punisher: zona de guerra (41 ediciones, de marzo de 1992 a julio de 1995), así como la revista de tiras cómicas en blanco y negro, la revista Punisher (de 16 ediciones, de noviembre de 1989 a septiembre de 1990), y Arsenal de Punisher (10 ediciones, sin fechas de cubierta, a partir de 1990), ahora tenía un diario ficticio que detallaba «¡Sus pensamientos! ¡Sus sentimientos! ¡Sus armas!». [cita requerida]

## Entrenamiento, armas y habilidades
Punisher ha recibido entrenamiento militar multidisciplinario del Cuerpo de Marines de los Estados Unidos, Reconocimiento de Fuerzas del Cuerpo de Marines de los Estados Unidos. Mientras era infante de marina, también recibió entrenamiento de la Escuela Aerotransportada y SEAL de la Marina de los Estados Unidos así como entrenamiento cruzado con el Regimiento del Servicio Aéreo Especial de Australia durante la Guerra de Vietnam. Además, desde que comenzó su trabajo como Castigador, Castle ha usado su disciplina militar y técnicas de entrenamiento para actualizar y ampliar sus habilidades en áreas que lo ayudan en su misión (disfrazarse, actuar, usar armas no militares, etc.). A partir de este entrenamiento, Punisher es competente no solo en habilidades básicas de infantería, sino también en operaciones especiales, que incluye el uso y mantenimiento de armas de fuego especializadas y artefactos explosivos. Está altamente entrenado en la infiltración en territorios y estructuras enemigas fuertemente custodiadas con el propósito de asesinato, captura e inteligencia militar. Además, está entrenado en varias formas de camuflaje y sigilo. También es muy hábil en el combate cuerpo a cuerpo, y ha sido entrenado en múltiples formas de artes marciales como Chin Na, Hwa rang do, Krav Maga, Muay Thai, Jujutsu, Ninjutsu, Shorin Ryu Karate y Systema. Tanto Nick Fury como Tony Stark han comentado lo extraordinariamente alta que es su tolerancia al dolor. No toma analgésicos, ya que siente que su beneficio de un dolor sordo no vale la pena por los efectos secundarios de la somnolencia y los reflejos lentos.
Mantiene múltiples casas de seguridad y vehículos en el área metropolitana de la ciudad de Nueva York, así como múltiples identidades falsificadas y cuentas bancarias (la mayoría de los fondos y equipos que lo ayudan en su trabajo están tomados de los criminales que busca). El Punisher tiene un uniforme de Kevlar que lo protege de la mayoría de los disparos, aunque aún puede sufrir lesiones por conmoción o penetración por impactos suficientes o repetidos. El emblema del cráneo blanco en su pecho se usa tanto para intimidar a sus enemigos como para atraer su fuego al área más fuertemente protegida de su armadura. El diseño fue supuestamente tomado ya sea en Vietcong francotirador, o el demonio Olivier. Punisher ha estado usando tecnología derivada de súper villanos y otros personajes disfrazados, como las bombas de calabaza del Duende Verde, un modificado Duende Planeador, y un tentáculo del Doctor Octopus que puede encoger para un fácil almacenamiento a través de partículas Pym.
Aparte de su destreza física, el Castigador también tiene un control completo de su mente y conciencia, lo que proporciona una fuerte resistencia contra los poderes psíquicos y telepáticos que se usan contra él. Cuando Letha y Lascivious intentan controlar la mente de Punisher, Punisher se burla de su intento, diciendo "No se siente diferente de ningún otro día".
Aparte de su entrenamiento en la milicia (Información arriba), desde el momento de convertirse en el Castigador, Frank nunca dejó de entrenar, aprendiendo el uso de armas de todo tipo incluso mágicas, incluso hacer de su entorno un arma, su entrenamiento al máximo hizo de él uno de los personajes con mayor puntería del universo marvel, a lo largo de los años aprendió técnicas y artes marciales para volverse letal, capaz de aprender rápidamente, es uno de los más grandes estrategas que en la elaboración de planes lo hace a la perfección, como se muestra en Civil War con ayuda del Capitán América elaboraron un plan para entrar a la cárcel conocida como Prisión 42, donde entraron gracias a la colaboración de Castle. También entrenó con Elektra Natchios, una de las mejores asesinas del grupo conocido como La Mano.
Su combinación de cuerpo y mente ha convertido al Castigador de un pistolero en sus primeros años a una perfecta máquina de matar y de constante desarrollo, siendo uno de los humanos sin poderes más peligrosos del universo Marvel.

## Psicología del personaje
Desde su época en la milicia, Frank Castle es un hombre serio y reservado, amante de la guerra,[cita requerida] y la muerte de su familia liberó al Castigador (aunque la de Jason Aaron, dice que Frank amó la guerra antes de la muerte de su familia, y la quería seguir, y su muerte le dio una excusa). El Castigador ha tenido una resistencia mental asombrosa para soportar lo que acompaña a la guerra, la muerte de su familia, y sus matanzas, que según la línea MAX, antes de morir mató a 6000 personas. En muchas ocasiones se ha probado este hecho, en El Castigador: Diario de guerra vol. 2, donde intentan clonar la mente de Frank para crear máquinas de matar el resultado es que la mayoría se suicidaron, y las que no lo hicieron no fueron capaces de controlar la furia del Castigador.
En el cómic El Tigre[cita requerida] de Garth Ennis, presenta un Frank niño, viendo las atrocidades del mundo, callado, pero cambia cuando lastiman a su amiga, y cree que lo único que puede hacer es "encargarse del problema" para que su amiga no sufra; Aquí se presenta la posible causa de la forma de ver la justicia.
Capaz de soportar mucho dolor como en la ocasión en la saga de Garth Ennis, Welcome Back, Frank, en la que recibe doce balazos y es operado sin anestesia (desmayándose en muchas ocasiones durante el proceso), pero también ha sido capaz de autosuturarse heridas, aguantar en pie con costillas rotas, etc. Castle no usa analgésicos, ya que prefiere soportar el dolor que usarlos, puesto que reducirían su tiempo de reacción.
Su principal motivación es exterminar el crimen (aunque en la versión de MAX de Jason Aaron, el solo quiere una guerra en que luchar), para esto ha hecho todo lo que puede, como por ejemplo en el cómic "El Juicio De Punisher", se deja encarcelar solo para matar a alguien peligroso del juzgado que estaba fuera de su alcance, también motivado por sus pérdidas, su furia lo ayuda, pero siempre cauto. Si Frank es vencido regresa con un mejor estrategia.
"Paranoico", es como se han referido a Frank, sea verdad o solo rasgos de paranoia (en obras como "El Juicio de Punisher" se descarta la demencia), se ha demostrado que cuando sospecha algo ya sea lo más mínimo no lo deja pasar hasta llegar a la raíz del mismo, siendo muy perseverante, (En la saga MAX de Garth Ennis; Punisher malherido, se inyecta adrenalina con muchos huesos rotos sale del hospital, para que no dañen a los inocentes).
"¿Inteligente?",siempre se pensó que era un hombre "primitivo con armas" pero, nunca se supo con certeza su nivel intelectual, sin contar con su capacidad de planeación y aprendizaje, pero en el cómic Punisher: Zona de guerra vol. 3 por Greg Rucka, donde se enfrenta a los Vengadores, donde les deja trampas y los despista, e infiltrándose en la Mansión de los Vengadores, hace ver muy bien la capacidad de Punisher.
Su forma de matar, llevó a creer a los más grandes héroes del universo Marvel, que era un desquiciado, pero su forma de matar depende a lo que han hecho, pero puede ser brutal si cree que lo merece como: quitarle las entrañas consciente, quemarlo vivo o quitarle pieza por pieza del cuerpo, la tortura la usa cuando necesita información, llegando a extremos, como arrancar partes del cuerpo, pero si coopera, tal vez solo le dispare si cree que ya ha recibido su castigo.
Su prioridad es no hacer daño al inocente, siendo muy cuidadoso en sus acciones, Frank no cree en la diplomacia es decir en juicios, donde piensa que la escoria criminal saldrá libre y volver a hacer daño fuera o dentro de la cárcel, aunque héroes como Daredevil creen en el sistema, Frank lo cree absurdo alegando en muchas oportunidades: «Las plagas no se combaten, se exterminan».

## La Calavera en el Pecho
La calavera que lleva Punisher está reforzada y es llamativa, así la mayoría de daños van hacia ese lugar y no dar en partes vitales. Ha existido muchos tipos de calavera, pero casi siempre son significado de lo mismo, esta icónica calavera apareció por primera vez en los SEAL, como símbolo de fuerza y muerte hacia los malvados, con un estilo parecido al que veríamos en edificaciones posteriores e identificaran a Punisher
En pocas ediciones actuales se ha explicado la razón de la calavera que lleva el Castigador, en el mundo cinematográfico en la película The Punisher (Thomas Jane), su hijo antes de la masacre en la cual su familia muere, le regala una camiseta con una calavera diciendo que protege de los malos espíritus.
En otras como en la saga MAX, es símbolo de muerte hacia los malvados.
En la minisaga Punisher Nightmare, Frank comenta al Capitán América sobre el símbolo y este le responde que es la representación del "hombre muerto" que Frank murió hace mucho tiempo ya, y solo queda el monstruo conocido solo como Punisher.
Aparte de la leyenda que algunos editores y guionistas del cómic profesan la religión judía, lo ven como la "Hamsa" invertida, símbolo de protección.

## Ediciones en España
- 1988: Comics Forum - El Castigador 1 al 46
- 1992: Comics Forum - El Castigador: Diario de guerra 1 al 19

### Declive
En 1995, Marvel canceló las tres series de Punisher debido a las malas ventas. El editor intentó un relanzamiento, con un nuevo título, con guion de John Ostrander, donde Punisher aparecía dispuesto a trabajar para el crimen organizado, y se enfrentó más adelante con los X-Men y Nick Fury. Christopher Golden escribió la cuarta miniserie de Punisher: Purgatorio (noviembre de 1998 a febrero de 1999), donde Punisher aparecía como un difunto resucitado, actuando como agente sobrenatural de varios ángeles y demonios.

### Su regreso
Aproximadamente en el año 2000 se lanza una miniserie de 12 números para la colección Marvel Knights, escrita por Garth Ennis, la cual tiene una gran acogida. En vista de lo cual, se decide reabrir la serie regular como volumen 4, cosechando un gran éxito, debido a los estupendos guiones del autor, el cual retorna a sus orígenes, y muestra a un Frank Castle despiadado y en ocasiones lleno de humor negro alcanzando los 37 números. La película posterior se basó en estos guiones en gran medida, posteriormente la serie se reconvierte dentro de la línea MAX continuando Garth Ennis a los guiones y vuelve a comenzar desde un nuevo número 1 siendo esta etapa muy aclamada por los seguidores. En el año 2008 su serie regular se ha dado por finalizada, pero se le ha dado una periodicidad trimestral a sus tomos de la serie MAX de marvel, solo para lectores adultos y guionizados por otros autores.
Durante 2007 se vuelve a integrar al personaje dentro del universo Marvel, y se le hace coincidir con otros personajes de la editorial, así como en varios crossovers, pese a todo hay que diferenciar al personaje de la línea MAX y al del universo marvel.
Durante el macroevento de Marvel conocido como Reinado Oscuro en español, Frank Castle es asesinado por el hijo de Lobezno, Daken, ya que el justiciero trata de matar a Norman Osborn. Aun así, Frank sobrevive al ser recogido por la legión de monstruos y transformado en un Frankenstein en busca de venganza. Frank se recupera de sus heridas gracias a la gema de sangre que durante su etapa de Frankenstein (Frankencastle) los monstruos le implantan en el pecho, la gema actúa renovando y regenerando a Frank permitiéndole volver a su eterna guerra en Nueva York.

### Su vuelta a New York
En 2011 Frank Castle vuelve a New York, en una historia escrita por Greg Rucka y el artista Marco Checchetto. El enemigo en esta nueva guerra es la organización conocida como "The Exchange". La ex-marine Rachel Cole-Alves pierde a su marido y a toda su familia el día de su boda, por esta razón, ella se une a Castle en busca de venganza.

## Otras versiones del personaje

### Punisher 2099
En la década de 1990, la editorial Marvel lanzó al mercado una serie de títulos ambientados en el futuro oficial del Universo Marvel, en el año 2099. Una de esas colecciones fue Punisher 2099, cuyo protagonista era el agente de seguridad privada Jake Gallows, el cual perdió a su familia a manos del hijo de un alto ejecutivo de una corporación multinacional que salió indemne gracias al dinero de su padre. Entonces, Jake decidió tomar la justicia por su cuenta. Inspirado por el diario de Punisher, el legendario justiciero del siglo XX, Gallows lucharía contra un sistema judicial injusto y elitista, creado por los ricos para defenderse de las masas explotadas, adoptando la identidad de Punisher en esta nueva era.

### Ultimate Punisher
Este personaje, que nunca ha contado con colección propia, apareció por primera vez en el número 6 de la colección norteamericana Ultimate Marvel Team-Up (septiembre de 2001). Sus apariciones, tras el cierre de la citada colección, se limitan a los cómics de Ultimate Spider-Man. En esta versión del personaje, Frank Castle es un oficial de policía dispuesto a denunciar a unos compañeros corruptos. Estos, para evitarlo, le asesinan junto con su familia. Malherido, Castle logra sobrevivir y alcanza su venganza asesinando uno a uno a los implicados.

### Punisher en la serie limitadaPowerless
En agosto de 2004, Marvel publicó una miniserie de 6 números con el título Powerless, cuya premisa era «cómo sería el Universo Marvel sin superpoderes». Uno de los personajes de la trama es Frank Castle, un recluso que está siendo objeto de pruebas psicológicas para determinar su grado de culpabilidad en un asesinato por el cual está siendo juzgado.

### Frank Castle
Han aparecido versiones alternativas de Punisher durante más de tres décadas. Los primeros ejemplos de esas versiones alternativas se pueden encontrar en la serie mensual What If...?. Utilizando historias de Marvel existentes como punto de partida, la serie examinó escenarios en los que, por ejemplo, la familia de Frank Castle no había muerto, o Frank matando a Daredevil en su primer encuentro. Otras historias de "qué pasaría si", analizaron sus aventuras como un nuevo Capitán América o como un agente de S.H.I.E.L.D. Garth Ennis escribió una historia titulada Punisher mata al Universo Marvel, donde Frank Castle mata a todos los superhéroes y supervillanos del Universo Marvel, después de que su familia queda atrapada en el fuego cruzado de una batalla con los Brood.
También apareció en una serie de cameos más amplios en universos, o en vidas alternativas, como Frank Castle de la Era de Apocalipsis (como un hombre que huyó del genocidio para convertirse en monje).

### Cosmic Ghost Rider
Una versión futura de Ghost Rider aparece por primera vez en Thanos # 13 (noviembre de 2017). Este Ghost Rider funciona como una versión futura del personaje, también se sabe que está al servicio de Thanos, que ahora gobierna el universo. Él no solo tiene los poderes y habilidades tradicionalmente asociados con los Ghost Riders, sino que también tiene el poder cósmico de un heraldo de Galactus. También lleva un fragmento de la gema del tiempo que usa para viajar al pasado con el fin de arrastrar a un Thanos más joven al futuro para que pueda ayudar en la muerte del Caído. También puede alimentar el fragmento con el poder cósmico que le permitió detener el tiempo y viajar millones de años en el pasado y el futuro. Se revela en Thanos # 15 (enero de 2018), cuando se le preguntó cuál es su nombre, por el actual Thanos desplazado en el tiempo, que este Ghost Rider es Frank Castle.

## En otros medios

### Televisión

#### Animación
- Punisher hizo tres apariciones en la década de 1990 Spider-Man, con la voz de John Beck. Aparece por primera vez en el séptimo y octavo episodio de la segunda temporada, y luego aparece en el octavo episodio de la cuarta temporada. Debido a los requisitos para la programación infantil, Punisher estaba restringido al uso de armas no letales que tomaron la forma de armas de energía de explosión o armas de artillería, como lanzadores de redes electrificadas. La muerte de su familia fue representada fuera de la pantalla mostrando una cometa volando, y luego cayendo, al sonido de disparos.
- En el episodio de la serie animada de X-Men de 1992, Días del futuro pasado (Parte 1), se ve a dos niños sosteniendo un cartucho de videojuego llamado Assassin, con el Punisher en la portada del videojuego. El juego fue producido por "Marbles", un juego en "Marvel". Un duplicado de robot del Punisher también apareció en el episodio de la segunda temporada titulado "Mojovision", atacando a Wolverine y Jean Grey.
- En Iron Man: Armored Adventures, en el episodio "La Caída de Hammer", Pepper Potts menciona a Punisher como ''Esos vigilantes violentos''.
- Punisher aparece en el episodio de The Super Hero Squad Show, "Night in the Sanctorum" con la voz de Ray Stevenson, quien repite su papel en Punisher: War Zone.[25] Él aparece en su camioneta en la que está dejando al escuadrón quedarse otra vez hasta que puedan encontrar un nuevo lugar para quedarse. Mientras va conduciendo, le habla al escuadrón con un discurso acerca de cómo los criminales son como las «coles de Bruselas» y las personas inocentes son como «macarrones con queso», y cómo los brotes arruinan toda la comida. Se inicia el equipo cuando por accidente partió sus armas causando a todos una descarga dentro de la furgoneta (en el que ni siquiera se preocupó mientras todos los demás entraban en pánico).
- En Los Vengadores: Los Héroes más poderosos del planeta en el miniepisodio 13 titulado Entra al torbellino, el Castigador es mencionado por un taxista que está leyendo un artículo de periódico que dice Justiciero "castiga" de nuevo y una foto del logo de la calavera del personaje.
- En Los Vengadores unidos, en el episodio 15, Planeta Doom, representa como un héroe que opera de forma encubierta dentro del imperio del Dr. Doom en la línea de tiempo alternativa. Habla, pero su voz actor esta sin acreditar,[26] cuando sale de su escondite por las órdenes de la Viuda Negra.

#### Acción en vivo
Frank Castle aparece en series de televisión ambientadas en Marvel Cinematic Universe, interpretado por Jon Bernthal:
- Frank aparece en la segunda temporada de Marvel's Daredevil[27] Daredevil se cruza con él cuando se dirige a algunas pandillas en Hell's Kitchen. Durante el episodio final, él ayuda a Daredevil disparando a los ninjas de La Mano.
- Frank aparece en The Punisher.[28] En la primera temporada, Punisher descubre una conspiración más grande que lo que le hicieron a él y a su familia. Esto lo llevó a aliarse con Micro. En la segunda temporada, Punisher se ve envuelto en el misterio que rodea el intento de asesinato de Amy Bendix, donde es blanco de John Pilgrim bajo las órdenes de Anderson y Eliza Schwartz. Al mismo tiempo, su antiguo mejor amigo, Billy se convierte lentamente en el psicótico Jigsaw.

### Películas

#### Acción en vivo
- En 1989 Dolph Lundgren protagonizó la primera adaptación cinematográfica del personaje, dirigida por Mark Goldblatt (editor de X-Men: The Last Stand), llamada The Punisher. En esta, sin embargo, no mostraba la gran calavera blanca que caracteriza a Punisher. Dicha calavera aparecía en varios cuchillos que utilizaba como armas. En el mercado español se estrenó en 1990 con el título de El Vengador. En la película, Punisher es un exoficial de policía que lleva tiempo eliminando toda clase de criminales para vengar la muerte de su familia (mediante un flashback se explica el asesinato de su mujer e hijas, víctimas de un coche bomba). Louis Gossett, Jr. encarna el papel del policía que intenta detener su cruzada contra la delincuencia.

- En el 2004 se produjo la película The Punisher dirigida por Jonathan Hensleigh (guionista de Die Hard with a Vengeance) con Thomas Jane en el papel de Frank Castle y John Travolta como Howard Saint, antagonista y villano de esta adaptación. El origen del personaje se vuelva a cambiar: Frank Castle es un agente del FBI que mata a uno de los hijos de Howard Saint, este criminal busca venganza y mata a toda la familia de Frank: abuelos, sobrinos, primos, mujer e hijo incluidos. Este sobrevive y busca castigo en matar a todos los Saint.

- El 5 de diciembre del 2008 se estrenó una nueva adaptación, Punisher: War Zone, dirigida por Lexi Alexander y protagonizada por Ray Stevenson. En esta ocasión, Dominic West hace el papel de villano. Si la película del 2004 se basaba, en parte, en la serie de cómics protagonizados por el personaje dentro del sello editorial Marvel Knigths, esta nueva se inspira en los publicados dentro de la línea editorial Max (dirigida a un público adulto). Retrata a Punisher de una forma mucho más cercana al personaje del cómic, con escenas violentas mucho más explícitas que sus predecesoras. Se tituló Punisher: War Zone. En España no pasó por la gran pantalla, sino que salió directamente a la venta en DVD y Blu-Ray a partir del 23 de junio de 2009.

#### Animación
- Frank Castle / The Punisher aparece en Iron Man: Rise of Technovore (2013), con la voz de Norman Reedus.

- En el 2014 se lanzó una película de anime del vigilante, titulada Avengers Confidential: Black Widow & Punisher, en la que el personaje se vería envuelto en una misión de S.H.I.E.L.D. donde trabajaría con la Viuda Negra, para detener a un grupo llamado Leviatán, una organización terrorista mundial que vende armas de S.H.I.E.L.D. robadas.

### Videojuegos
- Ha sido también protagonista de varios videojuegos, siendo uno de ellos The Punisher - Arcade Game, un arcade de Capcom en la línea de Double Dragon, donde el jugador podía escoger entre Punisher o Nick Fury. Apareció en máquinas recreativas y en Mega Drive.

- También salió The Punisher para Amiga y PC, donde se incluían tres modos distintos de juego: conducir la furgoneta (Battle Van) de Punisher, armado y a pie o buceando. La Game Boy también tuvo su juego de Punisher e incluía un cameo de Spider-Man. El enemigo que había que derrotar al final para concluir con éxito en todos estos juegos era Kingpin, excepto en la versión de Game Boy, donde era Jigsaw (o Puzzle).

- A su vez, Punisher hizo un cameo en el juego de Spider-Man para PlayStation del año 2000: Frank Castle buscaba a Spider-Man, pero es este quien termina encontrándolo y guiándole hasta el almacén donde Spider-Man debe detener el proceso de clonación del simbionte de Venom.

- En 2005 apareció la nueva versión para PC a manos de Volition Games contratados por THQ. Aquí aparecían otros personajes de Marvel, como Iron Man, Black Widow, Daredevil y Nick Fury, y enemigos conocidos de Punisher como Kingpin, Bushwracker, Ma Gnucci, entre otros. El hilo argumental del juego fue desarrollado por el guionista de cómics Garth Ennis.

- También existe una versión para PlayStation 2, al parecer basada en la película de 2004 (esto se puede concluir por la aparición de un nivel donde el jugador tiene que vencer al ruso en el apartamento de Frank Castle tal y como la película), y donde el enemigo final es Jigsaw. La novedad de este juego es que en los diferentes niveles, en el ambiente del mismo, hay zonas para obtener información de los mafiosos mediante la tortura (como un estanque donde hay pirañas o una mesa donde, encima, hay cuchillos colgando), además de zonas donde se pueden matar a oponentes de manera «especial» (por ejemplo, lanzándolos contra uno de los colmillos de la cabeza trofeo de un elefante o lanzándolos desde un piso a gran altura).
- The Punisher aparece como personaje jugable en el videojuego Marvel contest of champions.

- Aparece en el juego Marvel Avengers Alliance, como un personaje desbloqueable, con un costo de 135 puntos de comando.

### Música
- La banda norteamericana de thrash metal Megadeth, se inspiró en el personaje para crear la canción parte de la canción Holy Wars...The Punishment Due.